# Operclipygus hospes
Operclipygus hospes är en skalbaggsart som först beskrevs av Lewis 1902.  Operclipygus hospes ingår i släktet Operclipygus och familjen stumpbaggar. Inga underarter finns listade i Catalogue of Life.